# ダニー・リー (ラグビー指導者)
ダニー・リー（Danny Lee、1976年3月1日 - ）は、ニュージーランドのラグビー指導者。現在メジャーリーグラグビーサンディエゴ・リージョンのディレクターオブラグビーを務めている。

## プロフィール
- ニュージーランド・ヘイスティングズ出身[1]。
- 現役時代のポジションはスタンドオフ(SO)、スクラムハーフ(SH)[2]。
- 身長 175cm、体重 80kg
- ニュージーランド代表通算キャップ数は2。

## 略歴
現役時代はブルーズ、ドラゴンズなどでプレーしていた。
現役引退後、2017年、Honda HEATのヘッドコーチに就任。
2021年、サンディエゴ・リージョンのディレクターオブラグビーに就任。